# St. Peter und Paul (Gumperda)

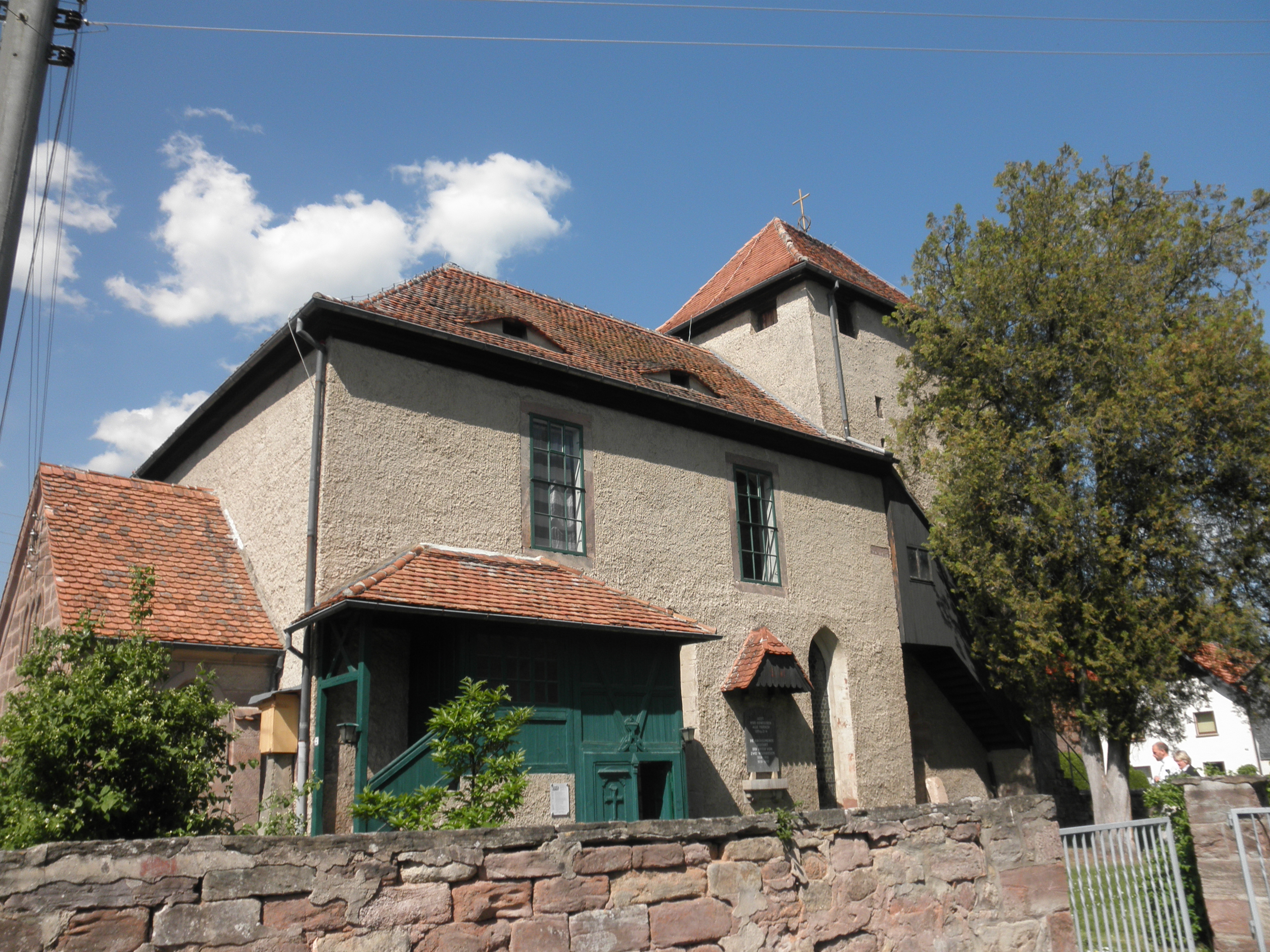
Die Kirche

Die St.-Peter-und-Paul-Kirche in der Gemeinde Gumperda im Saale-Holzland-Kreis in Thüringen gehört zum Kirchengemeindeverband Reinstädt-Reinstädter Grund im Kirchenkreis Eisenberg der Evangelischen Kirche in Mitteldeutschland.

## Lage
Die mittelalterliche Dorfkirche befindet sich in der Ortschaft in zentraler Lage.

## Geschichte
Aus dem 12. Jahrhundert stammen Teile des Erdgeschosses. Im 15. Jahrhundert wurde das Gotteshaus zur Wehrkirche ausgebaut. Außerdem erhöhte man den Chorturm.

## Kirchenschiff
Im 18. Jahrhundert erhöhte man das Kirchenschiff und baute Emporen ein. 1975–1977 entfernte man die Emporen bis auf die der Orgel. Das damals geschaffene Aussehen besitzt das Gotteshaus heute noch.

## Besonderheiten
Die Kirche besitzt einen hochgotischen Flügelaltar und zwei romanische Türsturze aus dem 12. Jahrhundert. Auf der Nordseite ist der Sturz mit einem Blumenornament und auf der Südseite im Vorraum befinden sich Adam und Eva und ihre Vertreibung aus dem Paradies mit Hase am Fuß des Lebensbaums dargestellt. Diesem Relief wird ein hohes Alter zugesprochen.